# Napoleons ryska fälttåg
Napoleons ryska fälttåg ägde rum år 1812 då Napoleon I:s franska armé invaderade Ryssland varpå ett ryskt befrielsekrig följde. I Ryssland är kriget känt som ”det fosterländska kriget 1812”. En annan benämning som förekommer i historieskrivningen är ryska kampanjen 1812. Kriget slutade med ett fullständigt nederlag för den franska armén och blev början till slutet för Napoleons imperium.

## Bakgrund

### Den politiska situationen före kriget
Efter den ryska arméns nederlag i slaget vid Friedland i juni 1807 slöt den ryske kejsaren Alexander I ett fredsavtal med Napoleon, den så kallade freden i Tilsit, enligt vilket Ryssland förpliktigade sig att ansluta sig till det franska kontinentalsystemet och blockaden av England. Enligt överenskommelsen med Napoleon erövrade Ryssland Finland, som hade tillhört Sverige (se Finska kriget), samt några andra områden. Napoleon fick fria händer att kuva hela Europa med undantag av England och Spanien. 1810 gifte sig Napoleon med Marie Louise, dotter till den österrikiske kejsaren Frans II, vilket säkrade hans rygg och gav honom en stödjepunkt i Europa. Efter en rad annekteringar flyttade de franska trupperna alldeles inpå det ryska imperiets gränser.

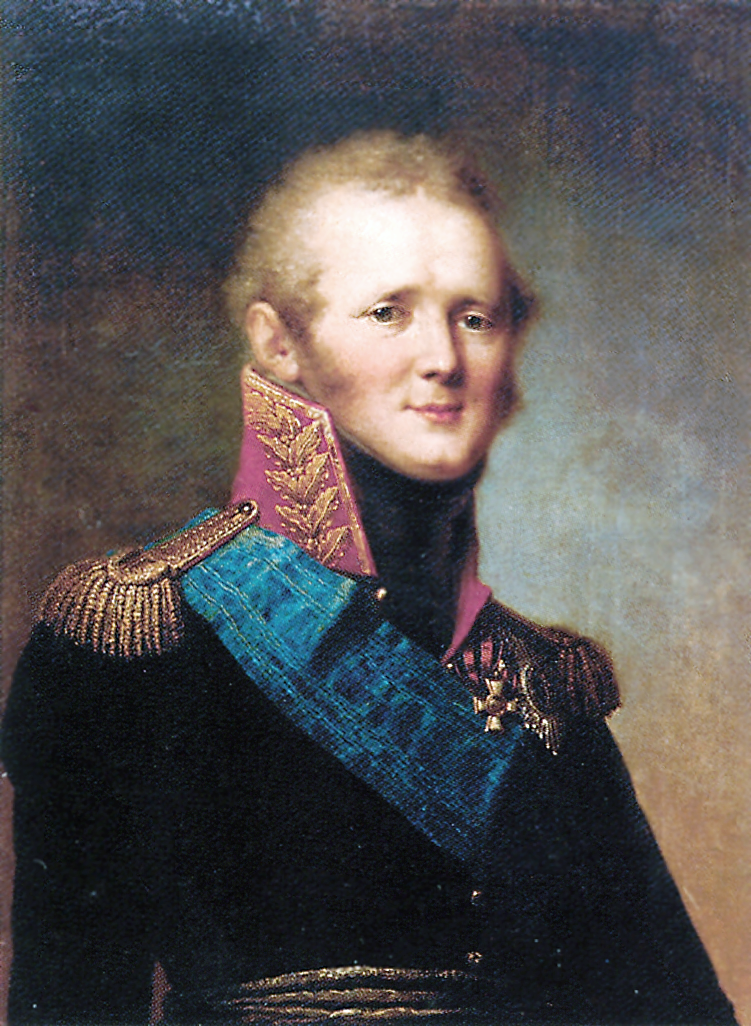
Den ryske kejsaren Alexander I. Porträtt av Stepan Sjtjukin, 1809.

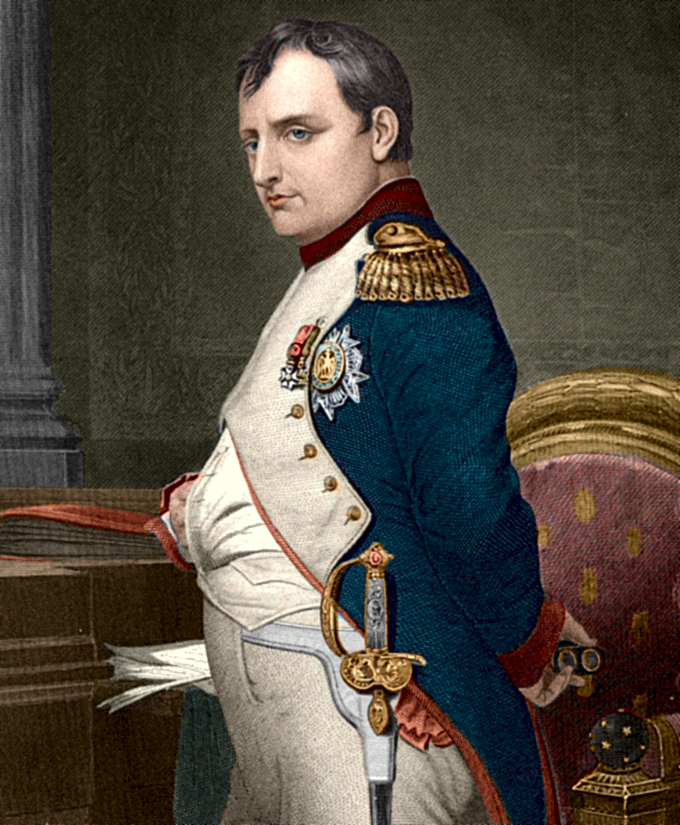
Napoleon I, kejsare av Frankrike. Porträtt av Paul Delaroche.

1810 började man i Ryssland tala om ett nära förestående krig mot Napoleon. Fransmännen tog inte hänsyn till ryska intressen i Europa, hotade med ett återupprättande av ett fritt Polen; ryssarna följde inte Kontinentalsystemet och belade franska varor med tullavgifter. Ryssland krävde att Frankrike skulle föra bort sina trupper ur Preussen, som var stationerade där, trots att det var ett brott mot Tilsitfreden; Napoleon krävde en skärpning av blockaden mot Storbritannien. Båda sidor förberedde sig inför ett oundvikligt krig.
I december 1811 bildade Frankrike och Österrike en militärpakt, enligt vilken den österrikiska sidan förpliktigades att ställa 30 000 soldater till Frankrikes förfogande i kriget mot Ryssland. I februari 1812 slöt Napoleon ett avtal även med Preussen, vilket skulle ställa 20 000 soldater under fransk flagg mot Ryssland, samt lovade att ombesörja trängförsörjningen av den franska armén.
Inför kampanjen lät Napoleon uppföra massiva mängder med förråd bakom fronten och avdelade 25 000 vagnar för uppgiften att förse armén med förnödenheter, exklusive ammunitionsvagnar, ambulanser, och fältsmidjevagnar. Vissa vagnar drogs av oxar men vagnarna för förråd krävde mer än 90 000 hästar, artilleriet 30 000 och kavalleriet över 80 000. 
Även Ryssland försökte att på diplomatisk väg trygga sin rygg. Som ett resultat av hemliga förhandlingar våren 1812 antydde österrikarna att deras armé inte skulle tränga in så långt över den österrikisk-ryska gränsen och att den inte skulle komma att på ett ihärdigt sätt kämpa för Napoleons bästa. I april samma år gav den svenske kronprinsen Karl Johan – den tidigare franske marskalken Bernadotte, som senare skulle bli Sveriges kung, och som för tillfället faktiskt var ledare för den svenska aristokratin – löften om sin vänskapliga hållning gentemot Ryssland. Den 22 maj 1812 lyckades den av Rysslands utsände Michail Kutuzov (blivande marskalken och Rysslands nationalhjälte i kriget mot Napoleon) att sluta fred med Turkiet på goda villkor, vilket satte punkt för ett femårigt krig om Moldavien. I söder frigjordes Donauarmén (under Pavel Tjitjagovs ledning) och sattes in som skydd mot österrikarna, vilka var allierade med Napoleon.
Den 19 maj 1812 åkte Napoleon iväg till Dresden, där han tog emot sina europeiska vasallmonarker. Från Dresden åkte den franske kejsaren till la Grande armée vid floden Njemen, vilken utgjorde gränsen mellan Preussen och Ryssland. Den 22 juni skrev Napoleon under ett upprop till sina trupper i vilket han anklagade Ryssland för brott mot Tilsitöverenskommelsen och kallade invasionen för det andra polska kriget. Polens befrielse blev ett av slagorden, vilket möjliggjorde en anslutning till den franska armén av många polacker. Inte ens de franska marskalkarna förstod syftet och målen med invasionen i Ryssland, men lydde som vanligt sin kejsare.
Klockan två på morgonen den 24 juni 1812 befallde Napoleon sin armé att påbörja övergången av floden Njemen över fyra broar som hade byggts norr om Kovno.

### Sidornas militärstyrkor

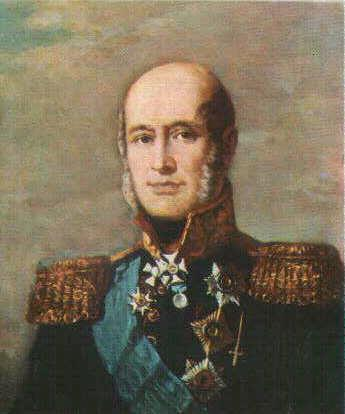
Michail Bogdanovitj Barclay de Tolly, befälhavare för den ryska armén. Efter slaget vid Smolensk 16–17 augusti 1812 blev protesterna mot honom allt högre. Det är dock hans förtjänst att de två ryska västarméerna, 1:a och 2:a, lyckades förenas strax innan det slaget, vilket möjliggjorde vidare ryskt motstånd.

Mot Ryssland lyckades Napoleon koncentrera omkring 450 000 soldater, av vilka fransmännen utgjorde hälften. I fälttåget deltog även italienare, polacker, tyskar, holländare samt tvångsmobiliserade spanjorer. Österrike och Preussen avdelade två armékårer (30 000 respektive 20 000) mot Ryssland, enligt överenskommelse med Napoleon. Dessutom deltog cirka 9 000 soldater från det med Frankrike allierade Danmark.
Spanien lyckades genom sitt gerillakrig att binda upp omkring 200 000 franska soldater, vilket blev till stor hjälp för Ryssland. England gav Ryssland materiellt och finansiellt stöd, men dess trupper blev involverade i striderna i Spanien, medan den brittiska flottan inte kunde påverka markoperationerna runtom i Europa, även om den utgjorde en viktig faktor som fick Sverige att inta en för Ryssland gynnsam hållning.
Napoleon behöll följande reserver: omkring 90 000 franska soldater i olika garnisoner runtom i Europa (60 000 av dem i den elfte reservkåren i Preussen) och 100 000 i det franska Nationalgardet, som enligt lag inte kunde strida utanför Frankrikes gränser.
Ryssland hade en stor armé, men kunde inte mobilisera trupperna på grund av dåliga vägar och landets storlek. Napoleons första slag togs emot av trupper som befann sig vid den västliga gränsen: första västarmén (Barclay de Tolly) och andra västarmén (Bagration), allt som allt 153 000 soldater och 758 kanoner. Ännu sydligare, I Volynien (nordvästra Lillryssland) fanns tredje armén (Alexandr Petrovitj Tormasov) (upp till 45 000 soldater, 168 kanoner), som tjänade som skydd mot Österrike. I Moldavien stod mot Turkiet Donauarmén (Pavel Tjitjagov) (55 000 soldater, 202 kanoner). I Finland stod mot Sverige en armékår under den ryske generalen Faddej Fjodorovitj Stenheil (19 000 soldater, 102 kanoner). I Rigaområdet stod en särskild kår under befäl av Ivan Nikolajevitj Essen (upp till 18 000 soldater), upp till fyra reservkårer var belägna längre bort ifrån gränsen.
Irreguljära kosackstyrkor uppgick enligt listorna till 100 000 man lätt kavalleri, men i verkligheten deltog i kriget endast upp till 20 000 kosacker.

## Napoleons offensiv (juni–september)
Klockan sex på morgonen den 24 juni (12 juni enligt dåtida rysk tideräkning) 1812 tågade de franska förtrupperna in i det ryska Kovno (numera Kaunas i Litauen) efter att ha forcerat floden Njemen. Övergången vid Kovno av den 220 000 man starka franska armén (1:a, 2:a, 3:e infanterikårerna, gardet och kavalleriet) tog fyra dagar.
Mellan den 29 och 30 juni i närheten av Prena (dagens Prienai i Litauen) något längre söder om Kovno gick en annan armégrupp (79 000 soldater: 6:e och 4:e infanterikårerna, kavalleri) under befäl av Eugène de Beauharnais över Njemen.
Samtidigt (30 juni) ännu längre söderut vid Grodno korsades Njemen av fyra kårer (78 000–79 000 soldater: 5:e, 7:e, 8:e infanterikårer och 4:e kavallerikåren) under samlat befäl av Jerome Bonaparte.
Norr om Kovno vid Tilsit gick den franske marskalken MacDonalds tionde kår över floden Njemen. På södra avsnittet (söder om centralfronten) i riktning från Warszawa korsade den särskilda österrikiska kåren under Schwarzenberg (30 000-33 000 soldater) floden Bug.
Den ryske tsaren fick kännedom om invasionen sent på kvällen den 24 juni i Wilno (dagens litauiska huvudstad Vilnius). Och redan den 28 juni gick fransmännen in i Wilno. Den 16 juli, efter att ha ordnat med statsangelägenheterna i det ockuperade Litauen, lämnade Napoleon staden och följde efter sin armé.

## Från Njemen till Smolensk (juli–augusti)

### Norra krigsskådeplatsen
Mot norra delen av det ryska imperiet skickade Napoleon den tionde kåren under befäl av marskalk Etienne Jacques Joseph MacDonald, vilken bestod av 32 000 preussare och tyskar. Hans mål var att inta Riga och sedan i förening med andra kåren (under marskalk Charles Nicolas Oudinot) slå till mot Sankt Petersburg.
Kärnan i MacDonalds kår utgjordes av en 20 000 man stark preussisk kår under befäl av Julius August-Reinhold von Grawert (senare Johann David Ludwig York).
MacDonald närmade sig Rigas befästningar, men i avsaknad av belägringsartilleri stannade han en bit utanför staden. Rigas krigsguvernör Ivan Nikolajevitj Essen brände förstäderna och stängde in sig i staden med en stark garnison. I sin strävan att stödja Oudinot intog MacDonald Dünaburg (dagens lettiska Daugavpils) vid floden västra Dvina varpå han upphörde med sina aktiva handlingar och inväntade belägringsartilleri från Ostpreussen. MacDonalds preussiska trupper försökte undvika aktiva stridshandlingar i detta för dem främmande krig, men, om situationen skapade ett hot mot ”de preussiska vapnens ära”, så bjöd de aktivt motstånd, och vid upprepade tillfällen slog de tillbaka ryska angrepp inifrån Riga för ryssarna med stora förluster.
Efter intagandet av Polotsk vände Oudinot norrut i ett försök att från norr kringgå och bakifrån skära av en 25 000 man stark rysk kår under befäl av Pjotr Christianovitj Wittgenstein, som hade avdelats från den första ryska armén av Barclay de Tolly under reträtten via Polotsk. Då Wittgenstein ville undvika en förening mellan Oudinot och MacDonald så attackerade han den 30 juli vid Kljastitsy Oudinots till två tredjedelar försvagade (på grund av långa marscher) kår och kastade tillbaka den mot Polotsk. Segern gjorde det möjligt för Wittgenstein att attackera Polotsk den 17 och 18 augusti, men Gouvion-Saint-Cyr, som i rättan tid hade skickats av Napoleon till stöd för Oudinots kår, hjälpte till att slå tillbaka anfallet och jämnade ut balansen.
Oudinot och MacDonald blev indragna i matta stridshandlingar och förblev kvar på sina platser.

### I riktning mot Moskva

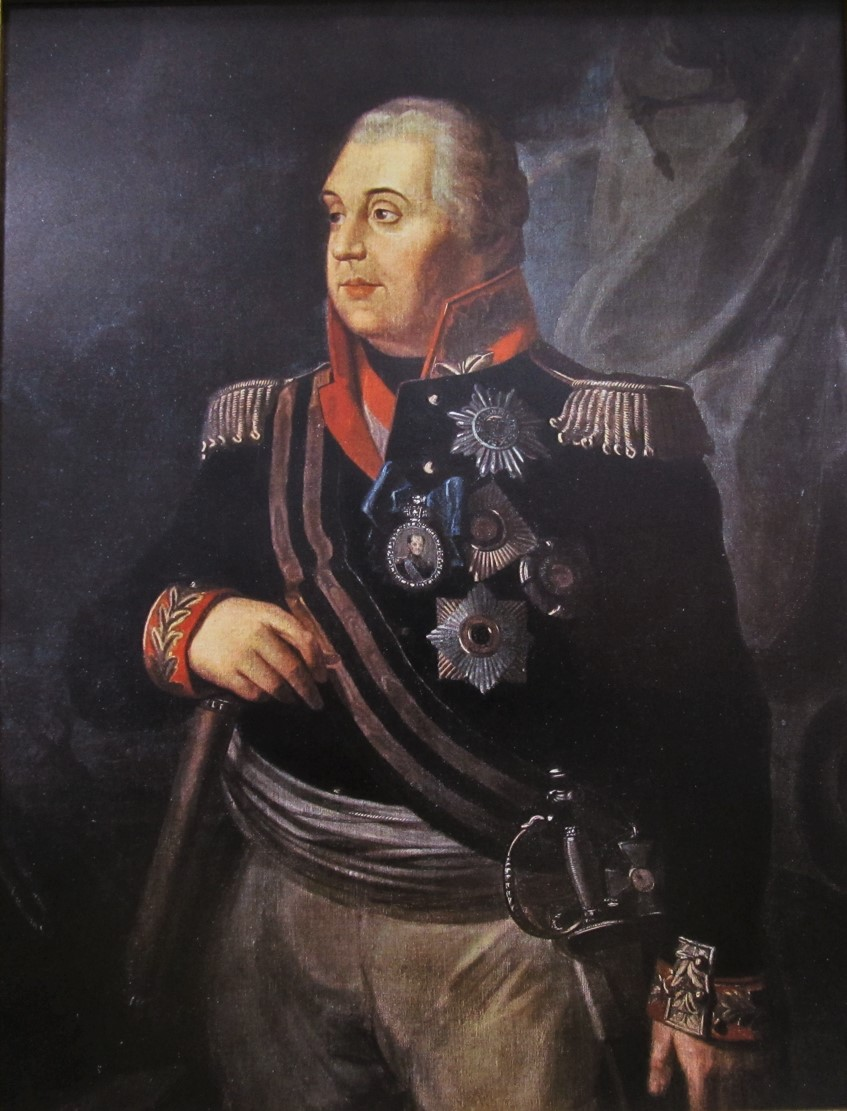
I augusti 1812 ersatte Michail Kutuzov Barclay de Tolly som den ryska arméns överbefälhavare.
Porträtt av Roman Maksimovitj Volkov, 1813.

Enheterna ur Barclay de Tollys första armé var spridda från Baltikum till Lida, staben befann sig i Wilno. På grund av Napoleons snabba avancemang uppstod ett hot mot de ryska kårerna att de skulle bli slagna en och en. Dmitrij Dochturovs armékår hamnade i en operativ inringning, men kunde slå sig ut och anlända till uppsamlingsplatsen i Sventsiany (nu Švenčionys i Litauen). Under allt detta blev Dorochovs kavalleritrupp avskuren från kåren och förenade sig med Bagrations armé. Sedan den första armén hade förenats började Barclay de Tolly undan för undan att dra sig tillbaka mot Wilno och senare mot Drissa (nu Verchnjadzvinsk i Belarus).
Den 26 juni lämnade Barclays armé Wilno och anlände den 10 juli till det förstärkta lägret vid Drissa på västra Dvina (i guvernementet Vitebsk), där tsaren planerade att bjuda motstånd. Generalerna lyckades övertyga tsaren om meningslösheten med denna idé, som hade framlagts av krigsteoretikern Phul. Den 16 juli fortsatte den ryska armén sitt återtåg via Polotsk mot Vitebsk och lämnade Wittgensteins första kår att försvara Sankt Petersburg. I Polotsk lämnade tsar Alexander armén efter att ha övertalats till detta av sina höga tjänstemän och familjen.
Den orderlojale och försiktige Barclay de Tolly retirerade under trycket av från alla Europas hörn ihopsamlade och överlägsna franska armén, vilket starkt irriterade Napoleon, som strävade mot en snar och avgörande drabbning.

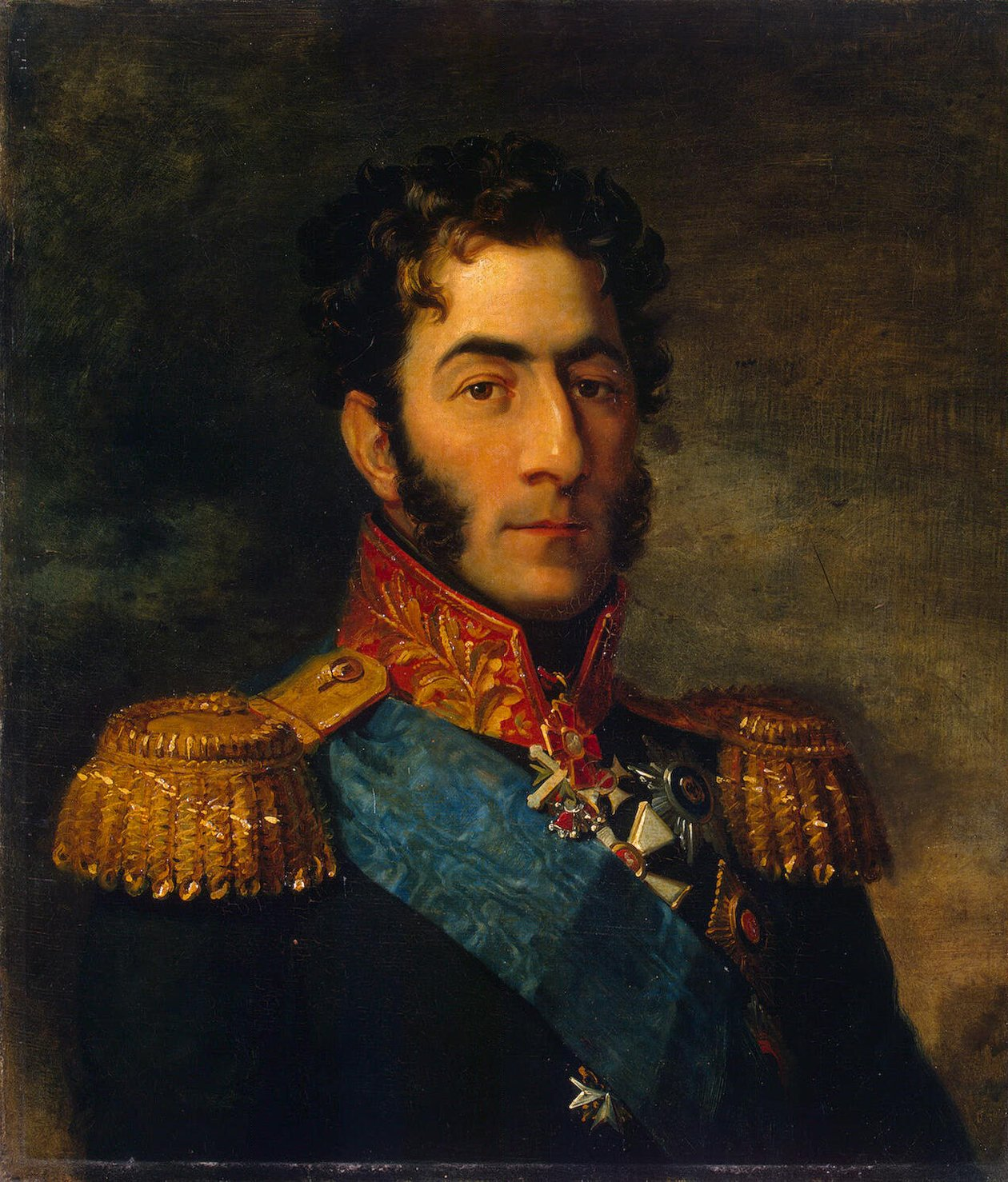
Pjotr Ivanovitj Bagration. Porträtt av George Dawe, ca 1822-23.

Den andra ryska armén (45 000 soldater) under ledning av Pjotr Bagration befann sig i inledningsskedet av invasionen vid Grodno, omkring 150 kilometer från Barclay de Tollys första armé. Till en början satte Bagration kurs mot en förening med huvudarmén (1:a armén), men då han kom fram till Lida (100 kilometer från Wilno) var det redan för sent. Han blev tvungen att vända ner söderut, bort från fransmännen. För att skära av Bagration från de ryska huvudstyrkorna och förinta hans armé, skickade Napoleon honom tillmötes Louis Nicolas Davout med 75 000 soldater. Davout förflyttade sig från Wilno mot Minsk, som han intog den 8 juli. Från ett annat håll (från väst) avancerade Jerome Bonaparte med fyra kårer som hade gått över Njemen vid Grodno. Napoleon strävade mot att förhindra de ryska arméernas förening, för att sedan slå dessa var för sig.
Den 19 juli befann sig Bagration i Bobrujsk vid floden Berezina, medan Davout intog Mogilev vid Dnepr och i och med detta hade fransmännen kommit före den ryska andra armén och befann sig nordost om den. I det läget skickade Bagration en trupp under general Nikolaj Rajevskijs befäl mot Davout och som ett resultat av slaget vid Saltanovka lyckades Rajevskij uppehålla Davout. Den 25 juli hann Bagration forcera Dnepr i närheten av byn Novoje Bychovo (nu Novy Bychaŭ/Novyj Bychov, ca 70 km nedströms Mogilev), genom vilket han lösgjorde sig från de förföljande fransmännen och kunde fortsätta mot en förening med den första armén vid Smolensk.
Den 23 juli kom första armén till Vitebsk, där Barclay de Tolly hade tänkt att vänta på Bagration. För att hindra fransmännens framryckning skickade han Aleksandr Osterman-Tolstojs fjärde kår för att möta fiendens förtrupper. Den 25 juli ägde ett slag rum 26 verst från Vitebsk (se slaget vid Ostrovno), vilket pågick även den 26 juli.
Då Barclay de Tolly fick veta att Napoleon närmade sig med sin huvudstyrka lämnade han den 27 juli Vitebsk och retirerade mot Smolensk. Den 3 augusti förenade sig de ryska första och andra arméerna vid Smolensk och uppnådde därigenom sin första strategiska framgång.
När Napoleon anlände till Vitebsk gjorde han halt för att bringa i ordning sina trupper efter en 400 kilometer lång offensiv. I Vitebsk ställdes Napoleon inför valet att antingen stanna upp, övervintra och fortsätta kriget året därpå, eller att följa efter den ryska armén in i djupet av Ryssland med förhoppning om att vinna kampanjen genom ett avgörande slag utanför Moskva. Efter en längre tids övervägande valde till slut Napoleon den 12 augusti att återuppta förföljandet av den ryska armén och fortsatte sin marsch från Vitebsk mot Smolensk.

### Södra krigsskådeplatsen
Den sjunde sachsiska kåren under befäl av Jean Reynier (17 000 soldater) skulle skydda de franska huvudstyrkorna från mot den tredje ryska armén under befäl av Aleksandr Petrovitj Tormasov (35 000 soldater). I sin strävan att skapa en bevakningsgränslinje spred Reynier ut sin redan underlägsna kår över ett stort område. 27 juli omringade Tormasov Kobrin och intog staden. Den sachsiska kåren under Heinrich von Klengels befäl (upp till 5 000 soldater, 8 kanoner) blev grundligt besegrad (1 300 döda, 2 500 fångar).
Utan hopp om att Reyniers försvagade styrka skulle kunna hålla Tormasov stången beslöt Napoleon att inte inkludera Schwarzenbergs österrikiska kår (30 000 soldater) i de viktigaste strategiska striderna och lämnade den i söder mot Tormasov. Reynier samlade sina trupper och efter föreningen med Schwarzenberg attackerade han den 12 augusti Tormasov vid Gorodechna vilket tvingade ryssarna att retirera mot Lutsk (i dagens nordvästra Ukraina).
Fram till september fördes på den södra krigsskådeplatsen matta strider.
Förutom Tormasov befann sig i söder den andra ryska reservkåren (under befäl av Fjodor Fjodorovitj Ertell) vilken hade bildats i Mosyr och som hjälpte den i Bobrujsk blockerade garnisonen. För att blockera Bobrujsk och för att trygga sina kommunikationslinjer mot Ertell lämnade Napoleon Jan Henrik Dombrowskis polska division (10 000 soldater) från femte kåren.

## Från Smolensk till Borodino
Efter de ryska arméernas förening krävde det ryska generalitetet envist att Michail Barclay de Tolly skulle ställa upp i ett stort slag. Genom att utnyttja läget med de spridda franska kårerna bestämde sig Barclay att slå dem en i taget och tågade den 8 augusti mot Rudnja, där Joachim Murats kavalleri bivackerade.
Napoleon utnyttjade dock den ryska arméns långsamma avancemang, samlade ihop sina kårer och försökte gå in i ryggen på Barclay de Tolly genom att kringgå hans vänstra flank från söder. För att klara av uppgiften var Napoleon tvungen att övergå Dnepr i trakten av Smolensk. I vägen för den franska förtruppen råkade befinna sig Dmitrij Neverovskijs 27:e division, vilken täckte den ryska arméns vänstra flank vid byn Krasnoje (nu Krasnyj, Smolensk oblast i Belarus). Neverovskijs hårda motstånd gav ryssarna tid att förflytta general Nikolaj Rajevskijs kår till Smolensk.
Den 16 augusti närmade sig Napoleon Smolensk med 180 000 soldater. Bagration gav Rajevskij (15 000 soldater), vars kår hade tagit in resterna av Neverovskijs division, i uppgift att försvara Smolensk. Barclay de Tolly var emot detta i hans ögon onödiga slag, men i det läget rådde det inom den ryska armén ett faktiskt dubbelstyre. Klockan sex på morgonen den 16 augusti inledde Napoleon stormningen av staden direkt efter marschen. Det hårda slaget vid Smolensk fortsatte fram till på morgonen den 18 augusti, då Barclay de Tolly drog tillbaka sina trupper från den brinnande staden för att undvika ett stort slag där man inte hade några chanser till seger. Barclay förfogade över 76 000 soldater, ytterligare 34 000 (Bagrations armé) hade i uppgift att försvara den ryska arméns reträtt mot Dorogobuzj och vilka Napoleon hotade att skära av med en kringgående manöver.
Marskalk Ney förföljde den retirerande armén. Den 19 augusti under det blodiga slaget vid Valutina Gora lyckades den ryska eftertruppen att stoppa marskalken, som led stora förluster. Napoleon skickade general Junot för att med en kringgående rörelse skära av ryssarnas reträtt, men denne lyckades inte med uppgiften och den ryska armén retirerade i god ordning mot Dorogobuzj på vägen mot Moskva. Det hårda slaget vid Smolensk, som ledde till den stora stadens förstörelse, blev startskottet till ett allomfattande folkligt krig mot fienden, vilket omedelbart kunde kännas av alla från meniga till Napoleons marskalkar. Det var i det läget som Napoleon skickade ett maskerat fredsförslag till tsar Alexander I, dock genom att markera sin starka position, men fick inget svar. (Napoleon bad den i slaget vid Valutina Gora tillfångatagne ryske generalen Pavel Aleksejevitj Tutjkov att skriva brev till sin bror, som hade befäl över den tredje ryska kåren, i vilket det meddelades den ryske tsaren att Napoleon önskade sluta fred).
Relationerna mellan Bagration och Barclay de Tolly efter reträtten från Smolensk blev mer och mer spända för varje dag, och i denna dispyt var den ryska adelns stämningar inte på den försiktige Barclays sida. Redan den 17 augusti samlade tsaren ett råd, som rekommenderade tsaren att utnämna till överbefälhavare för den ryska armén infanterigeneralen greve Michail Kutuzov. Den 29 augusti tog Kutuzov över befälet i Tsarjovo-Zajmisjtje (en by i nuvarande Vjazemskij rajon, Smolensk oblast). Samma dag tågade fransmännen in i Vjazma.
Kutuzov fortsatte att genomföra samma strategiska linje som sin föregångare, men kunde inte undvika ett stort slag på grund av politiska och moraliska orsaker. Den ryska allmänheten krävde ett slag, vilket dock var överflödigt ur militär synpunkt. Den 3 september retirerade den ryska armén till byn Borodino (cirka 100 kilometer väster om Moskva) och fortsatt reträtt innebar ett uppgivande av Moskva. Kutuzov bestämde sig för att ställa upp i ett stort slag eftersom balansen hade förskjutit sig till den ryska sidans fördel. Om Napoleon vid invasionens början hade ett trefaldigt övertag över den ryska armén vad gäller soldater, så var sidornas styrkeförhållanden nu ungefär jämförbara - 135 000 soldater hos Napoleon mot 110 000-130 000 hos Kutuzov. Den ryska arméns problem var främst brist på vapen. Samtidigt som det ryska lantvärnet (så kallade opoltjenije) gav 80 000-100 000 stridande från de centrala ryska guvernementen, så saknades det bössor att beväpna dessa med. Lantvärnstrupperna tilldelades spjut, men Kutuzov avstod att använda dessa människor som ”kanonföda”.
Den 7 september (26 augusti g.s.) ägde det största slaget under Napoleons ryska fälttåg rum i närheten av byn Borodino (124 kilometer väster om Moskva) mellan de ryska och franska arméerna. Efter ett nästan två dagar långt slag, som handlade om den franska arméns stormningar av den ryska befästa linjen, lyckades fransmännen tränga tillbaka ryssarnas vänstra flank till priset av 30 000-34 000 egna döda. Den ryska armén led stora förluster och den 8 september beordrade Kutuzov fortsatt reträtt mot Mozjajsk. Han var fast besluten att bevara armén.

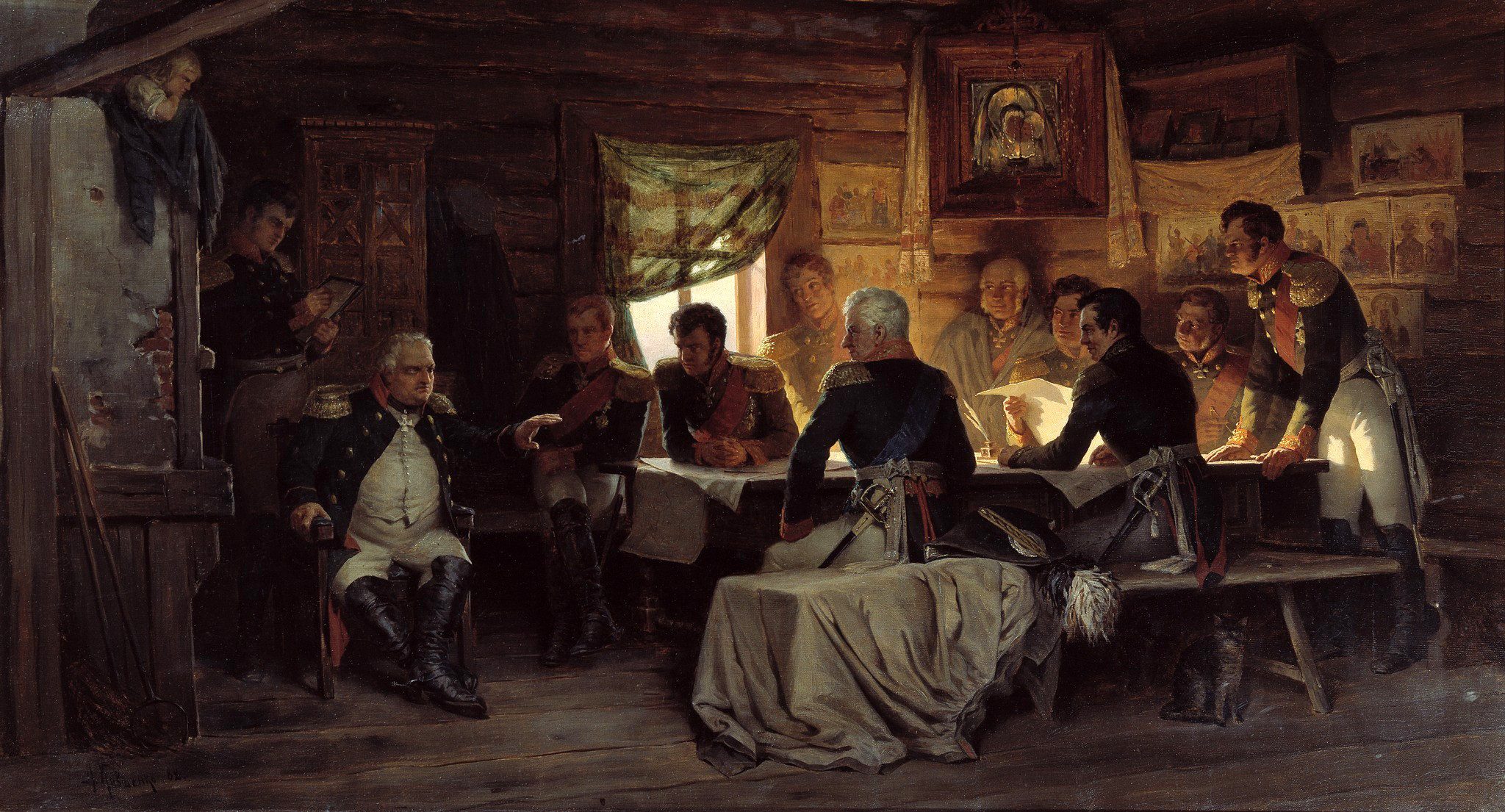
Kutuzov vid rådslaget i Fili den 13 september 1812. Här fattades beslutet att överge Moskva. Målning av Aleksej Kivsjenko, 1880.

Klockan fyra på eftermiddagen den 13 september samlade Kutuzov sina generaler till ett råd i byn Fili för överläggningar om den fortsatta handlingsplanen. De flesta av generalerna uttalade sig för ett nytt stort slag med Napoleon. Då avbröt Kutuzov mötet och deklarerade att han beordrar fortsatt reträtt.
Den 14 september gick den ryska armén genom Moskva och slog in på Rjazan-vägen (sydöstra Moskva). Närmare kvällen gick Napoleon in i det folktomma Moskva.

## Intagningen av Moskva

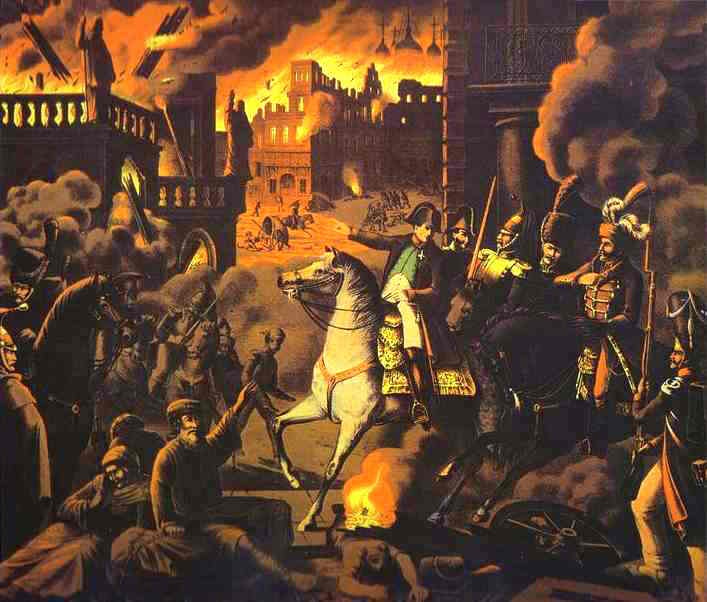
Ryssarna sätter eld på Moskva efter fransmännens intåg.

Den 14 september intog Napoleon Moskva utan strid och redan under natten samma dag  stod staden i brand. Branden ökade under natten till den 15 september så pass mycket att Napoleon var tvungen att lämna Kreml. Branden pågick till den 18 september och ödelade stora delar av staden. Orsakerna till branden blev inte fullständigt klarlagda, antingen stack patriotiskt lagda medborgare staden i brand eller så uppstod den på grund av de berusade fransmännens plundring av den (befolkningen lämnade staden tillsammans med den ryska armén).
Upp till 400 stadsbor av lägre adlig börd blev arkebuserade av en krigstribunal misstänkta för delaktighet i anläggandet av branden.
Under sin reträtt söderut från Moskva på Rjazan-vägen genomförde Kutuzov sin berömda Tarutino-manöver. Efter att lurat och skakat av sig Murats förföljande kavalleri svängde Kutuzov västerut från Rjazan-vägen genom Podolsk till den gamla Kaluga-vägen där han kom ut den 20 september i närheten av Krasnaja Pachra (i närheten av den dagens Troitsk i Moskva-området).
Efteråt, då han blev övertygad om sin ställnings ofördelaktiga läge, överförde Kutuzov armén till byn Tarutino, som ligger på den gamla Kaluga-vägen inte långt från gränsen till Moskvaområdet. Genom denna manöver täckte Kutuzov huvudvägarna till de södra guvernementen som Napoleon kunde ta, och skapade därmed ett konstant hot mot de franska kommunikationslinjerna.
Napoleon betraktade inte Moskva som en militär, utan som en politisk ställning. Härifrån gjorde han upprepade försök att sluta fred med Alexander I. I Moskva hamnade Napoleon plötsligt i en fälla – att övervintra i en stad som hade förhärjats av brand föreföll inte möjligt, furageringsuppdrag utanför stadsgränsen var svåra att genomföra, de franska kommunikationslinjerna hade sträckt ut sig över tusentals kilometer och var mycket sårbara, armén började förfalla efter många umbäranden. Den 5 oktober skickade Napoleon till Kutuzov general Lauriston för att den skulle vidarebefordras till tsaren med meddelandet: ”Jag behöver fred, jag behöver den absolut till varje pris, rädda hedern.” Efter ett kort samtal skickade Kutuzov tillbaka Lauriston till Moskva. Napoleon började förbereda sig inför en reträtt, dock inte ut ur Ryssland utan till vinterkvarter någonstans mellan Dnepr och Dvina.

## Napoleons reträtt (oktober–december)

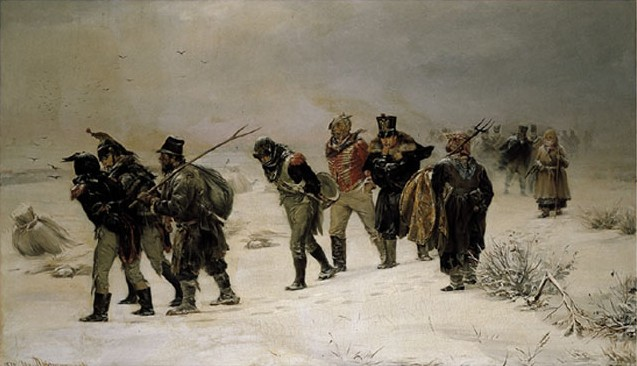
I 1812 av Illarion Prjanisjnikov, 1874.

Napoleons huvudarmé skar djupt in i Ryssland likt en kil. Samtidigt som Napoleon gick in i Moskva, så hängde över hans vänstra flank i norr (i Polotsk-området) Wittgensteins armé, som hölls stången av de franska kårerna under Saint-Cyr och Oudinot. Napoleons högra flank stampade på samma ställe i närheten av det ryska imperiets gränser i Vitryssland. Genom sin närvaro band Tormasovs armé upp den österrikiska kåren under Schwarzenberg och Reyniers sjunde kår. De franska garnisonerna längs Smolensk-vägen bevakade Napoleons kommunikationslinjer bakåt.

### Från Moskva till Malojaroslavets (oktober)
Den 18 oktober genomförde Kutuzov ett överfall på den franska ytterposteringen under Murats befäl, som hade till uppgift att bevaka den ryska armén vid Tarutino. Efter att ha förlorat upp till 4 000 soldater och 38 kanoner drog sig Murat tillbaka mot Moskva. Slaget vid Tarutino blev den händelse som kännetecknade den ryska arméns övergång till motanfall.
Den 19 oktober slog den franska armén (110 000 soldater) in på Kaluga-vägen och inledde sitt återtåg från Moskva släpandes på stora laster med krigsbyten. Med den förestående vintern för ögonen planerade Napoleon att ta sig tillbaka till sin stora bas, Smolensk, där det enligt hans beräkningar skulle finnas förråd för den franska armén som led på grund av stora umbäranden. Att ta sig fram till Smolensk, på de dåliga ryska vägarna, kunde man göra genom att ta den stora Smolensk-vägen vilken fransmännen hade passerat på vägen mot Moskva. En annan rutt följde vägen söderut genom Kaluga.
Den andra vägen var mycket bättre då den passerade genom oförstörda områden, vilket var viktigt i ett läge då brist på hästfoder hade lett till en hotande massdöd bland hästar i den franska armén. Som en följd av denna brist på hästar minskade den franska artilleriparken, stora kavallerienheter försvann praktiskt taget helt.
Då Napoleon ville undvika att slå sig igenom en starkt befäst rysk ställning svängde han av vid byn Tarutino (dagens Troitsk i Moskvaområdet) och slog in på den nya Kaluga-vägen (dagens Kievmotorvägen) för att kringgå Tarutino.
Men Kutuzov överförde den ryska armén till Malojaroslavets och skar därmed av den nya Kaluga-vägen.
Den 24 oktober ägde slaget vid Malojaroslavets rum. Fransmännen lyckades inta Malojaroslavets, men Kutuzov gick in i en befäst ställning utanför staden, vilken Napoleon inte vågade sig på att storma. Kutuzovs armé räknade den 22 oktober 97 000 reguljära trupper, 20 000 kosacker, 622 kanoner och mer än 10 000 lantvärnssoldater (opoltjenije). Napoleon hade till sitt förfogande 70 000 soldater, kavalleriet hade praktiskt taget försvunnit, artilleriet var betydligt svagare än ryssarnas. Från och med nu var det ryssarna som dikterade krigets förlopp.
Den 26 oktober gav Napoleon order att man skulle dra sig tillbaka norrut mot Borovsk–Vereja–Mozjajsk. Striderna vid Malojaroslavets visade sig vara meningslösa och fördröjde endast deras reträtt. Från Mozjajsk fortsatte den franska armén sin reträtt mot Smolensk på samma väg på vilken man tidigare hade anfallit på väg mot Moskva.

### Från Malojaroslavets till Berezina (oktober–november)
Från Malojaroslavets till byn Krasnoje (45 kilometer väster om Smolensk) förföljdes Napoleon av den ryska arméns avantgarde under befäl av Michail Andrejevitj Miloradovitj. Från alla håll attackerades de retirerande fransmännen av Matvej Ivanovitj Platovs kosacker och partisaner, som inte gav fienden några som helst möjligheter att få underhåll. Kutuzovs huvudarmé rörde sig sakteligen på parallella vägar söder om Napoleons armé och genomförde en så kallad flankmarsch.
Den 1 november passerade Napoleon genom Vjazma och den 8 november kom han till Smolensk där han tillbringade fem dagar med att vänta in eftersläntrarna. Den 3 november tillfogade den ryska förtruppen de franska kårer som befann sig längst bak stora förluster i slaget vid Vjazma. Napoleon hade kvar till sitt förfogande i Smolensk mellan 30 000 och 50 000 soldater, och ungefär lika många stridsodugliga soldater – sårade eller sådana som hade förlorat sina vapen.
Den franska arméns enheter, starkt reducerade under marschen från Moskva, fortsatte att anlända till Smolensk under en hel veckas tid med förhoppning att där finna vila och mat. Det fanns dock inte kvar några stora förråd i staden och det som var kvar hade stulits eller rövats bort av den stora mängden odisciplinerade soldater ur la grande armée. Napoleon beordrade att man skulle skjuta den franske intendenten Sioff, som – när han hade stött på motstånd från ryska bönder – misslyckades med att organisera insamlingen av proviant.
Napoleons strategiska läge försämrades kraftigt: från söder närmade sig Donauarmén (Pavel Tjitjagov) och norrifrån avancerade Wittgenstein, vars förtrupper den 7 november intog Vitebsk och berövade fransmännen deras matförråd som fanns i staden.
Den 14 november marscherade Napoleon och hans garde iväg från Smolensk efter de kårer som utgjorde förtrupperna. Neys kår, som befann sig bland eftertrupperna, lämnade Smolensk så sent som den 17 november. Den franska arméns kolonner blev nu mycket utdragna, eftersom de svåra vägarna uteslöt kompakt marsch med stora människomassor. Kutuzov utnyttjade detta förhållande och skar av fransmännens reträttväg i trakten av Krasnoje. Mellan den 15 och 18 november lyckades Napoleon efter slaget vid Krasnoje att bryta sig ut efter att ha förlorat många soldater och större delen av artilleriet.
Den 16 november erövrade Pavel Tjitjagovs Donauarmé (om 24 000 soldater) Minsk och berövade därmed Napoleon ett viktigt centrum i hans rygg. Dessutom erövrade Tjitjagovs förtrupper den 21 november Borisov, där Napoleon hade planerat att gå över floden Berezina. Marskalk Oudinots kår, som utgjorde de franska förtrupperna, drev ut Tjitjagov ur Borisov till Berezinas västra strand, men den ryske amiralens starka armé vaktade alla tänkbara flodövergångsställen.
Den 24 november kom Napoleon fram till Berezina efter att ha skakat av sig Wittgensteins och Kutuzovs arméer.

### Från Berezina till Njemen (november–december)

Reträtten från Moskva, målning av January Suchodolski 1844.

Den 25 november lyckades Napoleon efter en rad skickliga manövrer avleda Tjitjagovs uppmärksamhet till Borisov och till trakten söder om Borisov. Tjitjagov antog att Napoleon ämnade gå över floden på dessa ställen för att på kortast möjliga väg komma till Minsk och sedan fortsätta mot en förening med sina österrikiska allierade. Under tiden satte fransmännen upp två broar norr om Borisov över vilka Napoleon 26–27 november gick över till den västra sidan av floden och lyckades samtidigt driva bort en svag rysk vaktstyrka.
Efter att ha insett sitt misstag attackerade Tjitjagov med sina huvudstyrkor den 28 november Napoleon på flodens västra strand. Den franska eftertruppen som skyddade övergången på flodens högra sida blev attackerad av Wittgensteins nyss anlända kår. Kutuzovs huvudarmé hade ännu inte lyckats hinna fram.
Utan att invänta övergången av hela den stora massan bland de franska eftersläntrarna (som bestod av sårade, förfrysta, de som hade mist sina vapen och civila) beordrade Napoleon att man skulle bränna broarna på morgonen den 29 november. Den viktigaste utgången av slaget vid Berezina blev att Napoleon lyckades undgå en totalförlust i en situation då ryssarnas styrkor var betydligt mer överlägsna. I fransmännens memoarer intar övergången av Berezina en minst lika stor plats som det mer betydande slaget vid Borodino.
Efter att ha förlorat upp till 30 000 man vid övergången fortsatte Napoleon med 9 000 kvarvarande soldater mot Wilno, samtidigt som flera franska divisioner som var verksamma på andra fronter anslöt sig till honom på vägen dit. Med armén följde en stor folkmassa av stridsodugliga människor, dessa var huvudsakligen soldater från de allierade staterna som hade tappat bort sina vapen. Den hårda kölden, som slog till i dagarna kring övergången av Berezina, utplånade slutgiltigt de redan av hunger utmattade fransmännen. Den ryska arméns förföljelse gav inte Napoleon någon möjlighet att åtminstone samla ihop sina krafter en aning i Wilno, fransmännens flykt fortsatte till floden Njemen, vilken skiljde Ryssland från Preussen och buffertstaten hertigdömet Warszawa.
Den 6 december lämnade Napoleon armén och reste till Paris för att rekrytera nya soldater, för att ersätta de som dött i Ryssland. Av 47 000 soldater ur elitgardet som tågade in i Ryssland med kejsaren, var endast några hundra kvar i livet efter ett halvår.
Den 14 december korsade de kvarvarande 1 600 soldaterna ur Napoleons armé Njemen, gick in i hertigdömet Warszawa och sedan in i Preussen. Senare anslöt sig till dem resterande trupper från andra krigsskådeplatser. ”Det fosterländska kriget 1812” i Ryssland slutade med att den invaderande Grande armée hade praktiskt taget förintats.
Krigets sista etapp kommenterades av den opartiske observatören Clausewitz:

«Det var sällan som ryssarna kom före fransmännen, även om de hade många goda tillfällen för det; när de lyckades komma före motståndaren så lät de honom slippa undan; i alla bataljer kom fransmännen ut som segrare; ryssarna gav dem möjlighet att göra det omöjliga; men om vi skall summera det hela, så visar det sig att den franska armén upphörde att existera, och hela kampanjen slutade med fullständig rysk framgång med undantag för att de inte lyckades ta tillfånga Napoleon och hans närmaste medarbetare.»

### Norra krigsskådeplatsen (oktober–december)
Efter det andra slaget vid Polotsk den 18–20 oktober 1812, som ägde rum två månader efter det första, retirerade marskalk Saint-Cyr söderut mot Tjasjniki och förde sina trupper farligt nära Napoleons försörjningslinjer. Under de dagarna påbörjade Napoleon sitt tillbakadragande från Moskva. Till Saint-Cyrs hjälp skickades omedelbart marskalk Victors nionde kår, som hade anlänt i september som Napoleons reserv från Europa. Den förenade franska styrkan nådde 36 000 soldater, vilket på ett ungefär motsvarade Wittgensteins styrkor. Som ett resultat av slaget vid Tjasjniki som ägde rum den 31 oktober, och i vilket fransmännen led nederlag, blev de tvungna att dra sig undan längre söderut.
Vitebsk blev nu oskyddad och efter en stormning intog en enhet ur Wittgensteins armé staden den 7 november och tog samtidigt 300 soldater ur den franska garnisonen tillfånga samt proviant som var avsedd för Napoleons retirerande armé. Den 14 november försökte marskalk Victor att vid byn Smoljany kasta tillbaka Wittgenstein över floden Dvina, dock utan framgång. Sidorna behöll sina positioner fram tills Napoleon hade hunnit fram till Berezina. Först då förenade sig Victor med huvudarmén och utgjorde den franska arméns arriärgarde under tillbakadragandet mot Berezina. Under reträtten höll han tillbaka trycket från Wittgenstein.
I Baltikum vid Riga fördes ett positionellt krig med sällsynta ryska utfall mot MacDonalds kår. Den finländska kåren under general Steinhell (12 000 soldater) kom den 20 september för att hjälpa garnisonen i Riga, men efter ett misslyckat utfall den 29 september mot det franska belägringsartilleriet kastades Steinhell tillbaka mot Wittgenstein till den huvudsakliga krigsskådeplatsen vid Polotsk. Den 15 november i sin tur attackerade MacDonald framgångsrikt de ryska ställningarna och lyckades så när tillintetgöra en stor rysk enhet.
MacDonalds tionde kår började retirera från Riga i riktning mot Preussen först den 19 december sedan de fåtaliga resterna av Napoleons huvudarmé hade lämnat Ryssland. Den 26 december blev MacDonalds enheter tvungna att gå i strid med Wittgensteins avantgarde. Den 30 december slöt den ryske generalen Diebitsch och den preussiska kårens befälhavare Yorck ett stilleståndsavtal, som blev känt som Tauroggenkonventionen. På så sätt berövades MacDonald sina huvudstyrkor och blev tvungen att skyndsamt retirera genom Ostpreussen.

### Södra krigsskådeplatsen (oktober–december)
Den 18 september anlände amiral Tjitjagov med sin armé (38 000 soldater) till Donau till den orörliga fronten i trakten av Lutsk. Tjitjagovs och Tormasovs förenade styrkor (65 000 soldater) attackerade Schwarzenberg (40 000 soldater) och tvingade denne att i mitten av oktober dra sig tillbaka in i Polen. Tjitjagov, som övertog kommandot sedan Tormasov hade kallats tillbaka, gav armén en två veckors vila varpå han den 27 oktober började marschera från Brest-Litovsk mot Minsk med 24 000 man och lämnade samtidigt general Sackens kår (27 000 man) mot Schwarzenbergs österrikare.
Schwarzenberg började förfölja Tjitjagov efter att ha kringgått Sackens positioner och efter att ha lämnat den sachsiska kåren som skydd mot denne. Reynier lyckades inte hålla emot Sackens överlägsna styrkor och Schwarzenberg blev tvungen att vända tillbaka från Slonim för att möta ryssarna. Med gemensamma kraftansträngningar lyckades Schwarzenberg och Reynier driva tillbaka Sackens till söder om Brest-Litovsk, men trots detta lyckades Tjitjagovs armé bryta sig igenom och in i ryggen på Napoleon. Tjitjagov intog Minsk den 16 november och den 21 november kom han fram till staden Borisov vid Berezina, där den retirerande Napoleon planerade gå över floden.
På Napoleons order satte Schwarzenberg den 27 november av mot Minsk, men stannade till i Slonim varifrån han via Belostok drog sig tillbaka in i Hertigdömet Warszawa.

## Resultat
Napoleon, som var ett erkänt geni inom krigskonsten, trängde in i Ryssland med styrkor som var tre gånger mer överlägsna än de ryska västarméerna under befäl av ryska generaler som tidigare inte hade utmärkt sig med några lysande segrar, men redan efter ett halvårs kampanj blev hans armé – den starkaste i historien – i stort sett helt utplånad.
Dagens västhistoriker har svårt att förstå förintelsen av 550 000 soldater. En stor mängd artiklar ägnas åt att försöka hitta orsakerna till den store härförarens nederlag samt åt att analysera kriget. De oftast förekommande orsakerna är följande: Rysslands dåliga vägar och kölden; man försöker skylla nederlaget på 1812 års misskörd, på grund av vilken det skulle ha varit svårt att tillgodose en normal försörjning.
Ryska kampanjen 1812 (västlig benämning) fick i Ryssland namnet Fosterländska kriget och förklarar därigenom orsakerna till att man besegrade Napoleon. Till hans nederlag ledde en samlad mängd faktorer: hela folkets deltagande i kriget, soldaternas och officerarnas hjältemod, Kutuzovs och andra generalers fältförartalanger samt en klok användning av naturens faktorer. Segern i det ”fosterländska kriget” ledde inte bara till en höjning av den nationella andan, men också till en ökad strävan mot landets modernisering, vilket slutligen resulterade i dekabristupproret (1825).
Carl von Clausewitz kommer fram till följande slutsats då han analyserar Napoleons fälttåg i Ryssland från en militär synvinkel:

«Att ryssarna skulle lämna Moskva, bränna den och inleda ett utnötningskrig var svårt att förutse och föreföll dessutom inte så troligt; men eftersom detta hände, så var kriget, oavsett hur det än fördes, dömt att misslyckas.»

Enligt Clausewitz beräkningar räknade invasionsarmén i Ryssland tillsammans med de förstärkningar som tillkom under krigets gång 610 000 soldater, inklusive 50 000 soldater från Österrike och Preussen. Då österrikarna och preussarna deltog i strider på mindre viktiga krigsskådeplatser klarade de sig till större delen, medan Napoleons arméer räknade endast 23 000 soldater när de hade samlats på västra sidan om floden Wisła i januari 1813. Napoleon förlorade i Ryssland över 550 000 tränade soldater, hela elitgardet samt över 1 200 kanoner.
Enligt den preussiske tjänstemannen Auerswalds beräkningar hade fram till den 21 december 1812 genom Ostpreussen passerat 255 generaler, 5 111 officerare och 26 950 personer av lägre rang som alla befann sig ”i ett bedrövligt skick och var mestadels obeväpnade.” Enligt greve Segurs vittnesmål dog många av dem av sjukdomar efter att de hade kommit tillbaka i säkerhet inom sina områden. Till detta tal bör läggas till ungefär 6 000 soldater ur Reyniers och MacDonalds kårer som var verksamma på andra krigsskådeplatser. Det ser ut som om det var från dessa återvändande soldater som man senare samlade ihop 23 000 (vilka omnämns av Clausewitz) under fransk ledning. En relativ stor mängd officerare som hade lyckats rädda sig gav Napoleon möjlighet att organisera en ny armé efter att ha kallat in 1813 års rekryter.
I en rapport till tsar Alexander bedömde fältmarskalk Kutuzov den sammanlagda mängden franska krigsfångar till 150 000 personer (december 1812).
Även om Napoleon lyckades samla ihop nya styrkor, så kunde inte deras stridsduglighet ersätta de stupade veteranerna. 1813 led Napoleon nederlag i slaget vid Leipzig (eller Det stora folkslaget) och abdikerade 1814 från Frankrikes tron.
Ryssarnas sammanlagda förluster är svåra att komma fram till. Den ryske historikern Modest Bogdanovitj som var verksam i mitten av 1800-talet följde de ryska arméernas rekryteringar från dokument i Generalstabens militär-vetenskapliga arkiv. Han kom fram till att huvudarméns rekryteringar uppgick till 134 000 man. Vid tidpunkten för återerövringen av Wilno i december 1812 räknade huvudarmén 70 000 soldater i sina led, medan första, andra och tredje västarméerna räknade 150 000 soldater i början av kriget. Således uppgår de totala förlusterna fram till december till 210 000 soldater. Enligt Bogdanovitj återvände 40 000 sårade och sjuka från detta antal. Kårerna som stred på mindre viktiga krigsskådeplatser samt lantvärnstrupperna (opoltjenije) hade förluster på omkring samma antal (40 000 man). Med dessa beräkningar som grund uppskattar Bogdanovitj den ryska arméns förluster till 210 000 soldater och lantvärnstrupper.